# كيم جين-يونغ
كيم جين-يونغ (هانغل: 김진영) هو لاعب كرة قدم كوري جنوبي في مركز حراسة المرمى، ولد في 2 مارس 1992 في كوريا الجنوبية. لعب مع بوهانغ ستيلرز.

## وصلات خارجية
- كيم جين-يونغ على موقع الاتحاد الدولي (مؤرشف)  (الإنجليزية)
- كيم جين-يونغ على موقع دوري كوريا الجنوبية (الإنجليزية)
- كيم جين-يونغ على موقع قاعدة بيانات كرة القدم.إي يو (الإنجليزية)
- كيم جين-يونغ على موقع Soccerway.com (الإنجليزية)